# Nyassidae
Nyassidae zijn een uitgestorven familie van tweekleppigen uit de orde Actinodontida.